# 혼고 후사타로

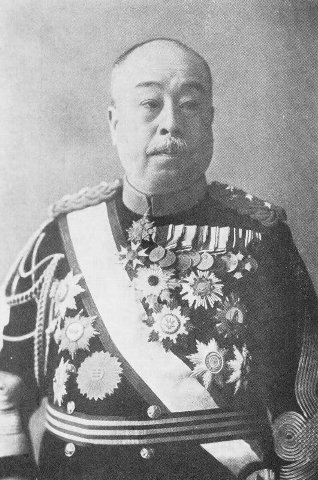
혼고 후사타로

혼고 후사타로(本郷房太郎)는 일본 제국의 육군군인이다. 군사참의원, 칭다오 수비군사령관, 제1·제17사단장을 역임하였다. 계급은 육군 대장 정2위 훈1등 공3급. 단바 사사야마번사·검술사범 혼고 간노스케(本郷貫之助)의 장남이며 정치인 고노 다로의 외외증조부이다.